# 香港電話號碼
香港電話號碼是現時香港特別行政區使用的電話號碼，多數是8位數字，最常見為固網電話和流動電話號碼，和數量較少的傳呼台和個人編號服務號碼。
此外還有一些3位至12位數字不等的特殊號碼，例如緊急救助電話（「999」及「112」，後者為GSM流動電話專用）、個別機構的服務熱線（如電訊盈科綜合熱線「1000」、香港天文台「打電話問天氣」熱線「1878200」、時間及氣溫資訊服務「18503」、電話號碼查詢「1083」、政府22個參與部門熱線「1823」、香港電台第一台直播節目聽眾來電熱線「1872311」、香港電台第二台直播節目聽眾來電熱線「1872388」、電訊數碼查詢熱線「7333 7333」等）、直撥國際電話（如電訊盈科「0060」）、收費資訊服務（首3位數字為「900」的11位號碼）電話號碼等。

## 香港電話號碼歷史
早在1877年，亞歷山大·格拉漢姆·貝爾取得電話專利後一年，香港便引進電話服務。後來隨着經濟起飛，商用電話越來越多，人口又大幅上升，香港電話公司（後改稱香港電訊，現稱電訊盈科，曾長期是香港唯一的固網電話服務營辦商）及電訊管理局逐先後多次對電話號碼編排作出改革及增加數字。
大約由戰前至1960年代初，香港電話號碼最初由5位數字開始，有些字頭是2或者3，甚至5或者不同其他數字字頭，另外打電話最初並非直撥，是由經過接駁員接線後才可以撥出對話，這種方法到1960年代中後期取消。隨着香港人口增長，部份電話號碼由5位數字加至6位，方便解決電話號碼有不足問題。
1960年代後期至1989年及之前，有地區字頭制度，把香港分為香港島及離島區、九龍、新界3區，各區均有不同的地區字頭：
| 地區                                                         | 字頭          | 英文簡稱 |
| ------------------------------------------------------------ | ------------- | -------- |
| 香港島、離島區、荃灣外島（馬灣、青洲仔半島）                 | 5             | H        |
| 九龍、西貢區、部分下葵涌地區（荔景山）、大埔西貢北           | 3             | K        |
| 新界（離島區、西貢區、部分下葵涌、荃灣外島、大埔西貢北除外） | 12（後改為0） | N        |

致電不同區，要先撥地區字頭再撥電話號碼，致電同區則無須撥地區字頭。離島區的方法更複雜，如致電同一離島，只須撥最後4個數字；如致電離島區其它離島或香港島，或由香港島致電離島，則撥整個電話號碼（6或7位數字），無須地區字頭；如由離島致電九龍或新界，或由九龍或新界致電離島，則先撥地區字頭，再撥整個電話號碼。而流動電話、部份傳呼台和特殊電話號碼（通常是0、1、9字頭）則不設地區字頭，在全港任何地方致電這些號碼，所撥號碼都是一樣。
1970年代，香港的固網電話號碼只有6位數字，至1981年，全港共170多萬具固網電話，每年增長百分之十，預計接下來十年不足以應付需求，所以香港電話公司開始為升位作準備：首先，1981年7月1日將原來新界的地區字頭從12改為0；然後給予7位數字的號碼予新發展區（主要是新界區）及新申請的固網電話；另外把部份舊區由原來的6位數字加至7位。例如：薄扶林的電話號碼曾是 518××× ，1985年左右改為5518×××；九龍的 92×××× 於1983、84年改為 392××××；下葵涌及荔景山於1985年改以3字頭；荃葵青區於1986年改以4字頭7位數字；屯門及元朗區於1987年改以4字頭；大埔區及北區亦於同期改為6字頭。
| 地區                                     | 字頭 |
| ---------------------------------------- | ---- |
| 香港島                                   | 8    |
| 九龍、西貢區、下葵涌一帶                 | 7    |
| 新界東（沙田區、大埔區及北區）           | 6    |
| 新界西（荃灣區、葵青區、屯門區及元朗區） | 4    |
| 離島區                                   | 9    |

待所有必要的改動完成後，由1989年12月30日開始，取消地區字頭，由該日起，在全港任何地方致電原7位數字的號碼，均只須撥該7位數字，無須在前加上原地區字頭；原6位數字的號碼，香港島及九龍則一律在最前面加上原地區字頭，例如：香港島的「123456」，由當日起，在全港任何地方致電此號碼，均須撥「5123456」。而新界區所有電話號碼由於在當時已完成全面轉換成7位數字，故此均無需再加上原地區字頭0字。
至於傳呼台電話號碼，早期較小型的傳呼台，使用普通固網電話號碼，較大型者則使用11字頭的特殊號碼（無地區字頭），其後小型傳呼台相繼結業或被收購，只餘下較大型的傳呼台繼續提供服務，所以後來所有傳呼台電話號碼均為11字頭，普通傳呼服務為7位數字，秘書傳呼服務則為9位數字。
隨着人口的上升和社會的發展，電話號碼又再不敷應用，甚至達到飽和程度。1995年1月1日，又再一次增加數字，所有普通固網電話號碼，一律在最前面加上2字，由7位數字加至8位數字，後來亦推出3字頭的新號碼。而傳呼台電話號碼，普通傳呼服務則在最前面加上7字，例如「112 3456」改為「7112 3456」，秘書傳呼服務則把11字頭改為7字頭，例如「11456 7890」改為「7456 7890」。流動電話號碼和特殊電話號碼（0或1或9字頭）則不變，一直至今。當時預計可滿足未來15年（1995年至2010年）的電話號碼需求。直至2015年，通訊局預計可供編配作流動服務使用的8位號碼，最快將於2018年耗盡。而通訊局傾向透過釋放保留的號碼組，及重新編配不同號碼段的電話號碼作流動通訊用途，盡量延長8位數電話號碼的使用期，至預計的2028年，而非繼續增加電話號碼數字。
而流動電話號碼，則除了1980年代引入流動電話服務初期，曾有部份是05字頭，一直全是8個數字及9字頭，後來05字頭的亦改為9字頭，例如「0548 12345」改為「9481 2345」。至約2000年代初期不敷應用，於2000年4月增設6字頭的號碼。2008年5月，再增設5字頭的號碼。2018年2月，再增設4、7、8字頭的號碼。
1990年代，曾以173字頭的9位數字作資訊服務電話（現已改為900字頭的8位數字）。
2006年7月，電訊管理局發表檢討電訊服務的顧問報告。預料最快2008年，固網電話號碼和流動電話號碼可合併，屆時用戶可將固網電話號碼，轉作流動電話號碼使用，反之亦然。惟此事之後一直不了了之，至今仍無下文。
2008年1月，電訊管理局指現有的8個數字的電話號碼，將於2015年左右用罄，同時該局一直免費分派電話號碼給電話服務營辦商，但後者卻把電話號碼大量扣起，未有推出市面，故建議向電話服務營辦商收取每個電話號碼3港元牌費，冀能鼓勵業界把長期扣起的電話號碼交回該局或推出市面。惟此事之後一直不了了之，再無下文，至今仍未有8個數字的電話號碼用罄的消息。
香港自1870年代引入電話服務的百多年以來，香港電話有限公司／香港電訊（即現電訊盈科）曾長期是唯一的固網電話服務營辦商，用戶全無選擇。1995年7月，固網電話電訊市場開放，政府發出3個新固定電訊服務牌照，分別是和記廣訊、香港新電訊及新世界電話，破香港電訊壟斷，使固網電話服務營辦商數量，一下子由1間增至4間。3間新營辦商，開始在全港鋪設網絡，提供住宅及商業電話服務。新營辦商在鋪設網絡未完成時，亦可租用香港電訊的現有網絡提供服務，但此安排令新營辦商與香港電訊出現多番爭議。
此3間新營辦商，後來均被收購及易名：
- 和記廣訊，後改稱和記電訊、和記環球電訊。現已被基金公司Asia Cube Global Communications收購其固網通訊業務，改稱環球全域電訊。
- 香港新電訊，後改稱九倉新電訊、九倉電訊。後來把住宅和商業用戶分家，住宅用戶改以有線寬頻名義提供服務，九倉電訊則集中商業用戶，後改稱滙港電訊。滙港電訊現已被香港寬頻收購，改稱香港寬頻企業方案。有線寬頻則不受影響。
- 新世界電話，後改稱新世界電訊。現已被香港寬頻收購，改稱香港寬頻（住宅用戶）、香港寬頻企業方案（商業用戶） 。

2003年1月起，香港固網電話服務市場全面開放，政府不設營辦商牌照數目上限及申領牌照的時限。截至2019年12月，實際擁有本身網絡，兼有向公眾提供固網電話服務的營辦商，有以下4間——
- 香港電訊（英語：HKT）（電訊盈科集團成員）
- 香港寬頻（英語：HKBN）（包括旗下香港寬頻企業方案，部份原由滙港電訊、新世界電訊提供服務）
- 環球全域電訊（英語：HGC）
- 有線寬頻（英語：i-cable）（原由九倉電訊提供服務）

香港的電話號碼，也曾長期由香港電話公司管理，至1993年7月1日電訊管理局（現改組成通訊事務管理局辦公室）成立，轉由該局管理。

## 香港電話號碼頭位數字
根據《香港電訊服務號碼計劃》，電話號號的頭位數字的用途如下：
| 字頭 | 號碼 | 用途 |
| ---- | --- | --- |
| 0    | 001- | 國際長途語音服務接入碼                                                                                               |
| 0    | 002- | 國際長途傳真/數據服務接入碼                                                                                          |
| 0    | 003至009字頭 | 國際網關接入碼 |
| 1    | 100至107字頭的7位以下號碼 | 查詢/熱綫/話務員協助式服務                                                                                           |
| 1    | 1000 | 電訊盈科熱線 |
| 1    | 1081、1083、1088 | 查號服務（分別對應英文、粵語、普通話）                                                                               |
| 1    | 109 | 電話維修 |
| 1    | 112 | 緊急求助電話（流動電話）                                                                                             |
| 1    | 115-118字頭 | 國際路由網絡識別數                                                                                                   |
| 1    | 12字頭的7位以下號碼 | 查詢／熱綫／話務員協助式服務                                                                                         |
| 1    | 121 000、121 888 | 九倉電訊熱線 |
| 1    | 133- | 啟用「限制來電顯示」功能                                                                                             |
| 1    | 1357- | 取消「限制來電顯示」功能                                                                                             |
| 1    | 14字頭 | 網絡識別號碼 |
| 1    | 15至16字頭 | 對外電信服務接入碼                                                                                                   |
| 1    | 17字頭的7位以下號碼 | 移動服務 |
| 1    | 1801x、1803x 18060x | 繳費靈服務 |
| 1    | 1808 | 國際來電查號服務 |
| 1    | 181字頭 | 服務台/熱綫 例如1817是馬會中彩登記電話號碼                                                                           |
| 1    | 182字頭的7位以下號碼 （以下提及者除外） | 高業務量電話綫 |
| 1    | 1828080 | 香港海關舉報熱線 |
| 1    | 182182 | 僱員再培訓局 |
| 1    | 18222 | 香港警務處反詐騙協調中心「防騙易18222」熱線                                                                          |
| 1    | 1823 | 香港特別行政區政府效率促進組（1823）                                                                                 |
| 1    | 18281 | 東華三院 |
| 1    | 18282 | 香港公益金 |
| 1    | 18288 | 香港明愛家庭服務 |
| 1    | 183字頭的7位號碼 | 高業務量電話綫 例如1833183乃衛生署戒煙熱線；1834633乃平和基金戒賭熱線；另外，18306XX為香港貿易發展局專用查詢熱線冠碼 |
| 1    | 184字頭的部分5位號碼 | 香港賽馬會電話投注                                                                                                   |
| 1    | 18501、18503、18508 | 時間溫度資訊服務（分別對應英文、粵語、普通話）                                                                       |
| 1    | 186字頭的7位以下號碼（以下提及者除外） | 高業務量電話綫 |
| 1    | 186000 | 香港特別行政區政府財經事務及庫務局                                                                                   |
| 1    | 186111 | 《香港政府WiFi通》求助台                                                                                             |
| 1    | 186131 | 香港特別行政區政府保安局                                                                                             |
| 1    | 186186 | 香港特別行政區政府保安局禁毒處                                                                                       |
| 1    | 1868 | 香港特別行政區政府入境事務處為境外身陷困境的香港居民提供協助                                                         |
| 1    | 187字頭的7位以下號碼（以下提及者除外） | 高業務量電話綫 例如天文台的打電話問天氣熱線1878200                                                                   |
| 1    | 18713xx | 澳門電話投注 |
| 1    | 1872字頭的7位號碼 | 電台聽衆來電直播節目熱線                                                                                             |
| 1    | 1878字頭的7位號碼 | 公益服務、籌款／意外傷亡查詢                                                                                         |
| 1    | 1878000 | 聖約翰免費救護車 |
| 1    | 1878088 | 稅務局 |
| 1    | 1878200 | 香港天文台「打電話問天氣」服務                                                                                       |
| 1    | 1879字頭的7位號碼 | 公益服務、慈善熱綫                                                                                                   |
| 1    | 1880 | 香港賽馬會客戶服務                                                                                                   |
| 1    | 1881-1889 | 香港賽馬會語音電話投注                                                                                               |
| 1    | 189字頭 | 災難應變電話 |
| 1    | 19字頭 | 測試碼／路由碼 |
| 2    | 200 | 電話卡接入碼 |
| 2    | 201至206字頭的8位號碼 | 固網電話 |
| 2    | 207、208、209 | 電話卡接入碼 |
| 2    | 21-29字頭的8位號碼 （2808 8000至2808 8099除外） | 固網電話/IP電話 |
| 2    | 2808 8000-2808 8099 | 電話卡接入碼 |
| 3    | 3000字頭的7位以下號碼 | 號碼轉換設備 |
| 3    | 3001-3009字頭的8位號碼 301至304字頭的8位號碼 | 接入碼（非對外電信服務）                                                                                             |
| 3    | 305-309字頭的8位號碼 | 接入碼（對外電信服務，可以是連接到香港境外）                                                                         |
| 3    | 31字頭的8位號碼、 34-39字頭的8位號碼 | 固網電話 |
| 4    | 12位或以下號碼（以下提及者除外） | 網絡號碼 |
| 4    | 404字頭的8位號碼、 406字頭的8位號碼、 4093-4099字頭的8位號碼、 420字頭的8位號碼、 422-429字頭的8位號碼、 433-449字頭的8位號碼 | 流動電話 |
| 4    | 450字頭的12位號碼 | 機對機服務 |
| 4    | 451-479字頭的8位號碼、 481字頭的8位號碼、 4821-4829字頭的8位號碼、 486字頭的8位號碼、 489字頭的8位號碼、 4923-4929字頭的8位號碼、 4952-4959字頭的8位號碼、 498字頭的8位號碼 | 流動電話 |
| 5    | 501字頭-509字頭 | 短信／多媒體增值服務                                                                                                 |
| 5    | 51-57字頭的8位號碼 | 流動電話 |
| 5    | 58字頭的8位號碼 | 第2類服務 |
| 5    | 59字頭的8位號碼 | 流動電話 |
| 6    | 60至69字頭的8位號碼 | 流動電話 |
| 7    | 70至73字頭的8位號碼（以下提及者除外） | 流動電話 |
| 7    | 7100字頭的8位號碼、 7110至7112字頭的8位號碼、 7116字頭的8位號碼、 7169字頭的8位號碼、 7222字頭的8位號碼、 7225字頭的8位號碼、 7238字頭的8位號碼、 7272字頭的8位號碼、 7288字頭的8位號碼、 7291字頭的8位號碼、 7293字頭的8位號碼、 7305至7306字頭的8位號碼、 7308字頭的8位號碼、 7321字頭的8位號碼、 7323字頭的8位號碼、 7327至7328字頭的8位號碼、 7331字頭的8位號碼、 7333字頭的8位號碼、 7337字頭的8位號碼、 7382字頭的8位號碼、 7388字頭的8位號碼 | 傳呼號碼 |
| 8    | 800字頭的9位號碼 （即 800 xxx xxx） | 免費號碼（部分更是連接香港境外機構的免費電話）                                                                       |
| 8    | 810-814字頭的8位號碼、 816-817字頭的8位號碼、 819-823字頭的8位號碼、 826字頭的8位號碼、 830字頭的8位號碼、 8320字頭的8位號碼、 8329-8349字頭的8位號碼、 8370字頭的8位號碼 | 個人號碼 （2018年起作流動電話號碼用）                                                                                |
| 8    | 其他81至87字頭的8位號碼 （852字頭除外） | 流動電話 |
| 8    | 89字頭的8位號碼 | 流動電話 |
| 9    | 9000字頭的11位號碼 | 資訊服務電話（贊助服務）                                                                                             |
| 9    | 9001字頭的11位號碼 | 資訊服務電話 |
| 9    | 9002字頭的11位號碼 | 資訊服務電話（兒童資訊）                                                                                             |
| 9    | 9003字頭的8位號碼 | 資訊服務電話（高業務量電話綫） 1990年代後期起常見於TVB匯應通遊戲的電話號碼，例如900 30 XXX                           |
| 9    | 9004字頭的11位號碼 | 資訊服務電話（互動式資訊）                                                                                           |
| 9    | 9005字頭的11位號碼 | 資訊服務電話 |
| 9    | 9006字頭的11位號碼 | 資訊服務電話（一般資訊）                                                                                             |
| 9    | 9007至9008字頭的11位號碼 | 資訊服務電話 |
| 9    | 9009字頭的11位號碼 | 資訊服務電話（特別資訊）                                                                                             |
| 9    | 901至989字頭的8位號碼 （911字頭除外） | 流動電話 |
| 9    | 990至998字頭 | 緊急服務 |
| 9    | 999 | 緊急求助電話 |

## 分類
現時8個數字的香港電話號碼大致可以分4類：
- 固網電話：部分2或3字頭。原本只有2字頭，後不敷應用，遂增設3字頭。（例外：293字頭和30字頭用於互聯網撥號上網和其他電信接入等服務。20字頭則用於電話卡服務。）另外，IP電話則使用58字頭。

- 流動電話：5、6、部分4、7、8、9字頭。原本只有9字頭，因流動電話用戶日多，9字頭不敷應用，遂增設6字頭，後再增設5字頭，最後增設4、7、8字頭。5字頭亦用於流動電話短訊接收熱線和IP電話。流動電話可於各電訊商以月費或儲值咭方式登記及使用[9]，2022年3月1日起，儲值咭需要進行實名登記[10]。另外，9字頭中的900字頭，用於收費／免費資訊服務，而99字頭用作緊急求助。

- 傳呼台：部分7字頭。隨着流動電話普及，傳呼機／台式微，已甚為罕見，故部份號碼改為流動電話用途。

- 個人編號服務：部分81或82或83字頭。又稱one call服務，用以轉駁往香港任何電話號碼，包括固網及流動電話。昔日未有「攜號轉台」機制前，不論固網或流動電話，用戶如更換電話服務營辦商，及／或把固網電話搬遷至香港電話公司的另一分區，均必須更改電話號碼。用戶如使用此「個人編號服務」，並以其81或82或83字頭的號碼，作為給予他人的聯絡電話號碼，那麼即使更改了固網及／或流動電話號碼，只須自行更改此「個人編號服務」的轉駁設定即可，無須逐一通知他人更改聯絡電話號碼。由於各電訊營辦商均甚少宣傳此服務，所以並不多人認識這服務，當然亦一直無被廣泛使用，加上後來固網及流動電話均可「攜號轉台」，更令此服務的需求度大幅下降，所以其號碼一直相當少見。而電訊管理局自推出攜號轉台後，已停止發出新的8字頭電話區段予電訊商。

## 各分區的固網電話號碼頭位數字
在固網電話號碼是7位數字的時期，香港電話公司（現稱電訊盈科）給予用戶的固網電話號碼的首3個數字，會因應服務地區而有所不同，同一電話機樓使用同一數字。憑固網電話號碼的首3個數字（1995年1月1日，統一在最前面加上2字後，則是第2至4個數字），可大概估計此號碼服務的地區。
由於香港後來出現攜號轉台機制，使用戶無論搬遷往香港任何一處及／或更換電話服務營辦商，均可繼續使用原有號碼；加上1995年以後，不論是香港電話公司，還是後期加入市場的新固網電話服務營辦商，所推出的新固網電話號碼（首1至3位數字為21 / 22 / 290至297 / 299 / 3），均沒有按地區劃分，所以到了現在，香港固網電話號碼分區幾乎失去意義，但由於某些電話用戶可能多年來都沒有更換電話號碼，所以有可能從號碼分區，來斷定該位用戶申請電話服務時所居住的地方。由此可見，號碼分區依然具有一定的歷史意義。
以下是部分舊有的固網電話號碼頭位數字：

### 香港島
主要是25及28字頭
中西區
- 2166 / 252 / 254 / 281 / 282 / 285 / 2901 中環

- 252 / 253 / 284 / 286 / 287 / 2901/ 2918 金鐘

- 254 / 2517 / 255 / 281 / 285 / 287 / 36 西環

- 254 / 281 / 285 / 311 / 369 上環

- 28593 信德集團

灣仔區
- 2510-2513、2574-2577、2827-2835、2838、2860-2862、2877、2879、2961、2890-2895 灣仔、銅鑼灣、跑馬地
- 2923 港鐵舊車站控制室（灣仔站及銅鑼灣站）

東區
- 2560 / 2561 / 2562 / 2564 / 2567 / 2568 / 2569 / 2884 / 2885 / 2886 / 2967 太古城、西灣河、筲箕灣

- 2880 / 2561 /2562 / 2563 鰂魚涌

- 2888 電訊盈科

- 2562 / 2565 / 2566 / 2570 / 2571 / 2880 / 2887 北角、炮台山

- 2508 / 2512 / 2513 / 2577 / 2578 / 2890 / 2899 / 2881 / 2882 天后

- 2539 / 2556 / 2557 / 2558 / 2889 / 2896 / 2897 / 2898 / 2505 / 2515 / 2976 杏花邨、柴灣及小西灣

- 2921 杏花邨站及柴灣站的港鐵車站控制室

- 2922 除杏花邨站及柴灣站外的港鐵車站控制室

南區
- 2538 / 2875 華貴邨

- 2550 / 2551 華富邨、薄扶林

- 2552 / 2553 / 2554 / 2555 / 2870 / 2873 香港仔、黃竹坑、田灣

- 2580 / 2870 海怡半島

- 2812 陽明山莊

- 2813 赤柱

- 2871 / 2874 利東邨

### 九龍
主要是23及27字頭
油尖旺區
- 2196 / 230 / 231 / 237 / 273 / 275 / 371 / 374 佐敦

- 239 大角咀、旺角

- 2397 / 2628 新世紀廣場

- 2720 / 2721 尖沙咀

- 2766 / 3400 香港理工大學

- 2926 / 2928 除九龍站、柯士甸站、尖東站及紅磡站外的港鐵車站控室

- 3514 朗豪坊

- 3746 香港專上學院

深水埗區
- 23002-23004 利豐大廈

- 236 / 2708 深水埗

- 2386 長沙灣

- 2728 / 2729 富昌邨

- 274 荔枝角、美孚新邨、長沙灣

- 2776-2779 / 278 石硤尾、白田邨

九龍城區
- 2710-2715/2760-2762 何文田（不包括何文田邨及房委會總部第3及4座）

- 2129 房屋委員會總部大樓第3及4座

- 2242 何文田邨 何文田廣場

- 2768 香港都會大學

- 2338 樂富、九龍塘

- 2364 / 2365 山谷道邨、愛民邨

- 2365 / 2712 樂民新邨

- 271/2365 土瓜灣、九龍城

- 2764 黃埔花園

- 3411 香港浸會大學

黃大仙區
- 232 牛池灣、慈雲山、黃大仙

- 271 清水灣道

- 2726/2350 竹園邨

- 2750/2751 彩雲邨

觀塘區
- 2267 / 3148 APM/創紀之城

- 2305/2320-2329/2331/2340-2353/2389/2709/2717/2726/2727/2750-2759/2790/2795-2799 油塘 藍田 觀塘 牛頭角 九龍灣

- 2347 麗港城、藍田

- 2993 港鐵總部大樓、港鐵九龍灣車廠（港鐵公司總機：29932111）

- 27279 香港專業教育學院觀塘分校

- 2772 觀塘、麗港城

- 2775 藍田

- 2790 順天邨、順安邨、順利邨、順緻苑

### 新界東
主要是26字頭
北區
- 2668 上水

- 2669 祥華邨、粉嶺名都、欣盛苑

- 2670-2673 彩園邨、彩蒲苑、天平邨、粉嶺圍、上水廣場、上水鄉郊

- 2674 沙頭角、坪輋、軍地

- 2675 龍躍頭、聯和墟、華明邨

- 2676 / 2677 華明邨、粉嶺中心

- 2679 翠麗花園、上水鄉郊

- 268 花都廣場

大埔區
- 265

- 266 太和

沙田區
- 260 / 269 大圍、美林邨、顯徑邨、隆亨邨、新翠邨、新田圍邨、秦石邨、沙田市中心、瀝源邨、禾輋邨、穗禾苑、銀禧花園、華翠園、火炭工業區、駿景園、九肚山

- 2635-2639 / 2645-2649 碧濤花園、翠湖花園、沙田第一城、愉田苑、廣源邨、廣林苑、康林苑、富豪花園、沙田圍、沙角邨、博康邨、乙明邨

- 2633-2635 / 2640-2644 馬鞍山

- 26035-26037 / 26096-26098 / 26320-26325 / 26961 / 29942 / 31631-31635 / 31637 / 35232 / 3943 香港中文大學（總機：39436000、保安處：39437999；3943為大學各部門專用，附屬公司及學生團體等只能用其餘號碼）

- 260693 / 260696 連城廣場（原九鐵公司各部門電話，於搬遷時停用）

- 2688 火炭鐵路大樓

西貢區
- 2191 / 2908 / 3194 / 3669 將軍澳新都城

- 2274 新寶城

- 2275 清水灣半島 (住宅)

- 2358 / 3469 香港科技大學

- 2623 將軍澳新市鎮（新填海部分）、清水灣

- 2701-2707 將軍澳（尚德邨及以北）、坑口、寶琳（新都城除外）、翠林邨

- 3699 首都

- 391 日出康城其餘各期客戶服務處字頭

- 2703 東港城

- 2719 白沙灣、清水灣

- 2791/2792 西貢市

- 2347 將軍澳華人永遠墳場

- 2709 維景灣畔

- 部分3409為彩明商場商店電話

- 3543 都會駅

- 3928 香港知專設計學院及香港專業教育學院（李惠利）

### 新界西
主要是24字頭
元朗區
- 247

- 2617 嘉湖山莊

- 2208 港鐵錦田大樓

屯門區
- 244/245 屯門碼頭、屯門新墟、置樂花園

- 246

- 2466 山景邨、大興邨

- 261 友愛邨、安定邨、兆麟苑

- 2616 嶺南大學

荃灣區
- 242 梨木樹邨

- 2491/2496 深井

- 2986/2296 馬灣

- 240/241/249/294 荃灣區其它地點

- 2940 愉景新城

- 3550 香港迪士尼樂園

葵青區
- 242 / 248 葵涌、大窩口（荔景除外）

- 243 / 2495 / 2497 青衣

- 274 荔景、麗瑤邨、祖堯邨、浩景臺、華員邨、華景山莊、九華徑

離島區
主要是29字頭
- 2980 大嶼山石壁、水囗、塘福、長沙

- 2981 長洲

- 2982 南丫島

- 2983 坪洲、大嶼山欣澳及迪士尼

- 2984 大嶼山梅窩

- 2985 大澳及昂坪

- 2986 喜靈洲、長洲

- 2987 大嶼山愉景灣

- 2988 大嶼山東涌及大嶼山其他地點

- 2109 大嶼山東涌及昂坪

- 2259 大嶼山昂坪

- 218/2216/2261/2747/2767/2769 赤鱲角及香港國際機場
  - 2747為國泰航空及其附屬公司專用，早於遷入赤鱲角前已使用

## 流動電話號碼頭位數字
1999年3月1日實行流動電話「攜號轉台」機制前，可從流動電話號碼的首3個數字，知悉該用戶所使用的是哪一個流動電訊服務營辦商。但「攜號轉台」機制後，只能知悉該號碼從哪個電訊服務營辦商而來，用戶後來有否轉到哪裡、現正使用哪一個電訊服務營辦商則不能看出。

## 外部連結
- 電訊管理局
- 香港電話號碼編排 （页面存档备份，存于）
- 電訊盈科1083電話查詢 （页面存档备份，存于）